# Китхиджи
Китхиджи (груз. კითხიჯი) — село в Грузии, на территории Ткибульского муниципалитета края (мхаре) Имеретия.

## География
Село находится в западной части Грузии, на левом берегу реки Чала (правый приток реки Цкалцителы), на расстоянии приблизительно 11 километров (по прямой) к западо-северо-западу от города Ткибули, административного центра муниципалитета. Абсолютная высота — 425 метров над уровнем моря.

## Население
По результатам официальной переписи населения 2014 года, в Китхиджи проживало 72 человека (35 мужчин и 37 женщин). В национальной структуре населения грузины составляли 98,6 %, евреи — 1,4 %.
| Год  | Население, человек |
| ---- | ------------------ |
| 2002 | 100                |
| 2014 | ↘ 72               |